# Госёй, Ингве
Ингве Госёй (норв. Yngve Gåsøy, сценическое имя нем. Yngve Gasoy-Romdal) (24 апреля 1968, Тёнсберг, Норвегия) — норвежский  певец и актёр, выступает в качестве певца и актёра по всей Европе и Азии.

## Биография

### Личная жизнь
Ингве - старший сын в семье известного художника Paul Gåsøy и его супруги Olaug Gåsøy (Meling). Он вырос с братом и сестрой в  Молде и Викебукт, небольшой деревушке  в фюльке Мёре-ог-Ромсдал на западном побережье Норвегии. Именно из названия родных мест происходит его сценический псевдоним. Со своей первой женой Sharon Dyall имеет совместную дочь Disa Olina Dyall Gåsøy (род. в 1993 г.). В настоящее время живёт в Берлине вместе со своей спутницей жизни, актрисой мюзиклов и коллегой  Leah Delos Santos.

### Музыкальная карьера
В семь лет начал своё музыкальные занятия: сначала играл на скрипке и виолончели, затем последовали различные духовые инструменты и церковный орган, прежде чем он в 12 лет начал петь сопрано как солист в хоре собора города Молде. В 18 лет он приехал в Осло, чтобы там учиться в Норвежской высшей музыкальной школе. Уже через короткое время он вышел на сцену Det Norske Teatret в Осло в мюзикле "Alice Lengter Tilbake“. Затем последовали заглавные роли в "Ben Hur" и "Aladdin".
В Германии успех пришёл к нему с ролью Джо Гиллса в постановке "Sunset Boulevard". Главные роли последовали одна за другой, его музыкальный репертуар охватывает, среди прочего, „Mozart!“ (Wien und Hamburg), „Jekyll & Hyde“ (Köln, отмечен журналом „Musicals“ в 2003 как "Немецкоговорящий артист мюзиклов № 1"; Magdeburg; Tourproduktion der Konzertdirektion Landgraf), „Jesus Christ Superstar“ (Bad Hersfeld, за которую получил в 2002 году den Großen Hersfeldpreis; Wien), „Die Schöne und das Biest“ (Oberhausen; Berlin; Domfestspiele Magdeburg) и „Into the Woods“ (Bozen, Italien). В Текленбурге играет в мюзиклах „Evita“ , „Die 3 Musketiere“ и „Marie Antoinette“, затем последовали „Cats“ (Tourproduktion  Mehr!Entertainment), „Der Graf von Monte Christo“ (Röttingen) и „Chess“ (Tromsø/Norwegen).
Ингве выступает как солист на концертах по всему миру, в том числе четырежды в Royal Alber Hall в Лондоне, в Маниле, в Москве, в   „Robert Stolz Gala“ 2001 в Graz, а также в многочисленных концертах в Германии, Норвегии и Австрии. В том числе в 2012 году принимал участие в туре „Best of Musicals Gala“ от Stage Entertainment, который проходил на самых больших сценах Германии. Летом 2013 выступал как солист в успешном турне „Wien Musicals in Concert“ в Токио й Осака. В начале 2014 года прошло несколько концертов в Юго-Восточной Азии и Австрии. В августе 2014  участвовал в постановке мюзикла "Chess" на открытии Шахматной олимпиады в Тромсё в роли Анатолия.

### Телевидение
На телевидении играл для каналов  Sat.1 и ORF 1 как приглашенный артист в „Kommissar Rex“. Для каналов  ARD и ORF  снимался с Maximilian Schell und Barbara Sukowa в трёхссерийном фильме  „Liebe, Lüge, Leidenschaft“. Во втором сезоне  „Sabine“ (ZDF) снялся как приглашенный артист. Почти два года участвовал в успешном скандинавском телесериале „Rederiet“ [1], а также в BBC London in „Atlantis“ и „My Life in Film“. многократно был гостем в различных тв-шоу в Германии, Австрии, Японии, Филиппинах, Норвегии и Швеции.

## Мюзиклы
- 2018: "Bernsteins Mass" (Mozarteum, Grosses Festspielhaus Salzburg, Rolle The Celebrant)

- 2018: "Jane Eyre" (Stadt Theater Gmunden, Rolle: Rochester)
- 2017–2018: "Kiss me Kate" (Operaen i Kristiansund, Rolle: Petruchio)
- 2017: Cats (Seefestspiele Thun, Schweiz, Rolle: Gus)
- 2015–2016: Liebe stirbt nie (TUI Operettenhaus Hamburg, Rolle: Raoul de Chagny)
- 2015: Cats (Tecklenburg, Freilichtbühne)
- 2014: Weihnachtskonzert Anita Skorgan, Yngve Gåsøy, NOBE og Anders Eljas, Norwegen

- 2014: Chess (Tromsø/Norwegen, Rolle: Anatoly)
- 2014: Der Graf von Monte Christo (Frankenfestspiele in Röttingen, Rolle: Edmond Dantès / Graf von Monte Christo)
- 2012-2013 Cats (Mehr Entertainment, Rolle: Gus/Growltiger/Bustapher Jones)
- 2012:  Marie Antoinette (Tecklenburg, Freilichtbühne, Rolle: Giuseppe Balsamo alias Cagliostro)
- 2011:  Disneys Die Schöne und das Biest (Theater Magdeburg, Domplatz-Freilichtbühne, Rolle: Biest)
- 2009-2011: Jekyll & Hyde (Magdeburg, Theater Magdeburg, Rolle: Jekyll / Hyde)
- 2010:  3 Musketiere (Tecklenburg, Freilichtbühne, Rolle: Kardinal Richelieu)
- 2009: Evita (Tecklenburg, Freilichtbühne, Rolle: Che)
- 2008: Martin Luther (Das Musical - Erfurt, DomStufen, Rolle: Martin L.)
- 2008: Into the Woods (Bozen, Vereinigte Bühnen, Rolle: Prinz / Wolf)
- 2007: Disneys Die Schöne und das Biest (Berlin, Potsdamer Platz, Rolle: Biest)
- 2005-2007: Disneys Die Schöne und das Biest (Oberhausen, Metronom Theater, Rolle: Biest)
- 2005: Camelot (Festspiele Bad Hersfeld, Rolle: King Arthur)
- 2005: Blume von Hawaii (Baden, Stadttheater, Rolle: Kapitän Stone)
- 2004: Jesus Christ Superstar (Festspiele Bad Hersfeld, Rolle: Jesus)
- 2004: Jekyll & Hyde (Köln, Musical Dome, Rolle: Henry Jekyll/Edward Hyde)
- 2003: Jesus Christ Superstar (Festspiele Bad Hersfeld, Rolle: Jesus)
- 2003: Jekyll & Hyde (Köln, Musical Dome, Rolle: Henry Jekyll/Edward Hyde)
- 2002: Jesus Christ Superstar (Bad Hersfeld, Stiftsruine, Rolle: Jesus)
- 2001/2002: Mozart! (Hamburg, Neue Flora, Rolle: Mozart)
- 1999-2001: Mozart! (Wien, Theater an der Wien, Rolle: Mozart)
- 1999: Gigi (Wien, Volksoper, Rolle: Gaston Lachaille)
- 1998/1999: Die Schöne und das Biest (Deutschland, Tour, Rolle: Biest)
- 1998: High Society (Wien, Metropol Theater, Rolle: Dexter Haven)
- 1997/1998: Sunset Boulevard (Wiesbaden, Rhein-Main-Theater, Rolle: Joe Gillis)
- 1994: Cinderella (Tokyo, Rolle: Prince Charming)
- 1993: West Side Story (Schweden, Tour, Rolle: Tony)
- 1992: Tusen Aar – Ein Sommerdag (Norwegen, Vaart Theater, Rolle: Erik)
- 1992: Aladdin (Norwegen, Askim, Rolle: Aladdin)
- 1991: Das Phantom der Oper (Oslo, Norwegische Theater, Rolle: Raoul)
- 1991: Ben Hur (Norwegen, Fredikstad Theater, Rolle: Ben Hur)
- 1989/1990: Macbeth (Schweden, Karlstad, Rolle: Lennox)
- 1988: Chess (Oslo, Norwegische Theater, Rolle: Russe)
- 1988: Les Misérables (Oslo, Norwegische Theater, Rolle: Marius)
- 1987: Alice (Oslo, Norwegische Theater, Rolle: Askeladden)

## Дискография
- 1988: Alice lengtar tilbake
- 1999: Mozart!
- 2000: Deep Harmony (Tomra Brass Band)
- 2002: Jesus Christ Superstar
- 2003: Wenn das Liebe wirklich ist (Duett mit Leah Delos Santos, Maxi-CD)
- 2005: Listen to my Song (Solo-CD)
- 2018: Jane Eyre, double cd